# Симбирская губернская учёная архивная комиссия
Симбирская губернская учёная архивная комиссия — одна из 39 губернских учёных архивных комиссий (ГУАК), существовавших в дореволюционной России, которые были созданы Положением Комитета министров «Об учреждении учёных архивных комиссий и исторических архивов», утверждённом 13 апреля 1884 года императором Александром III.                                                                                                                                                                   

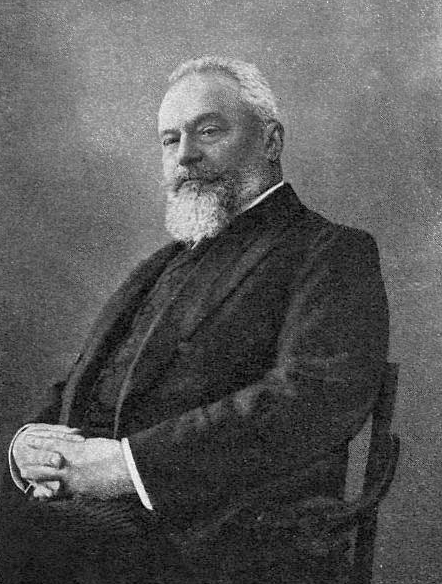
В. Н. Поливанов — инициатор создания и председатель Симбирской учёной архивной комиссии.

## История
Первое заседание Симбирской губернской учёной архивной комиссии состоялось в Симбирске 30 июля 1895 года. Кроме губернатора В. Н. Акинфова, который по Положению был непременным попечителем архивной комиссии, присутствовали директор Петербургского археологического института А. Н. Труворов, председатель Тверской архивной комиссии А. К. Жизневский и 34 представителя симбирского общества. Все присутствовавшие, вместе с ранее подписавшими ходатайство о создании архивной комиссии, стали её членами-учредителями.

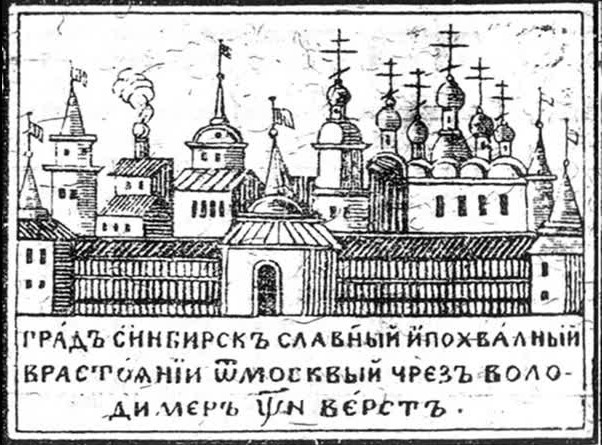
Лубочное изображение Синбирска, 1700 г. — «логотип» Симбирской учёной архивной комиссии.

Председателем архивной комиссии был избран В. Н. Поливанов, товарищем председателя — И. А. Иванов (управляющий казённой палатой), правителем дел — секретарь казённой палаты Д. И. Сапожников. Поливанов возглавлял комиссию до 1900 года.
Одновременно с учреждением комиссии при ней были открыты музей, библиотека и исторический архив. Комиссия организовала празднование 250-летия Симбирска (издана книга «Празднование 250-ти летнего юбилея города Симбирска») и сформировала Гончаровский фонд для строительства Дома-памятника писателя И. А. Гончарова, закладка которого состоялась в 1912 году, во время празднования 100-летия со дня его рождения.
Также архивная комиссия организовала ряд археологических раскопок, вела работу по выявлению, изучению и сохранению памятников старины.
За первое десятилетие своего существования архивной комиссии удалось издать более 30 книг и брошюр. Среди них: книги П. Л. Мартынова Симбирск за 250 лет его существования» (1898) и «Селения Симбирского уезда» (1903), книги В. Э. Красовского «Хронологический перечень событий Симбирской губернии. 1372—1901» (1901) и «Прошлое города Корсуна» (1903), работу М. Ф. Суперанского «Симбирск и его прошлое» (1898). С 1901 года началось издание «Архива Симбирского окружного суда»; в первых двух выпусках гражданские дела Буинского уездного суда были разобраны и подготовлены к изданию П. Л. Мартыновым. С 1898 года начал выходить сборник «Материалы исторические и юридические бывшего приказа Казанского дворца», где были опубликованы главным образом фамильные архивы. Были также изданы архивы: А. П. Языкова, П. С. Таушева, С. А. Пантусова и др.
К 1898 году членами Симбирской учёной архивной комиссии состояли 188 человек, к 1917 году — 141 член. В их числе: С. М. Баратаев, А. Н. Зерцалов, Б. П. Денике, В. Э. Красовский, В. Н. Назарьев, Ф. О. Ливчак, П. Л. Мартынов, С. С. Медведков, А. А. Мотовилов, Е. М. Перси-Френч, А. Д. Сачков, М. Ф. Суперанский, Н. Я. Шатров, А. А. Шодэ, И. Я. Яковлев, И. Н. Юркин.
Под редакцией П. Л. Мартынова в 1906 году вышел юбилейный «Сборник в память десятилетия Симбирской губернской учёной архивной комиссии. 1895—1905».
После смерти В. Н. Поливанова председателем Симбирской учёной архивной комиссии стал губернатор А. С. Ключарёв (1915 — 1916). В 1917—1921 годах комиссию возглавлял П. Л. Мартынов, а после его смерти, до закрытия комиссии в 1922 году — Александр Владимирович Жиркевич.
Покровителем Симбирской учёной архивной комиссии был великий князь Сергей Александрович Романов. Почётным членом Симбирской губернской учёной архивной комиссии с 1 сентября 1908 года был избран премьер-министр России П. А. Столыпин.